# Cotacachi (berg)
Cotacachi är ett berg i Ecuador.   Det ligger i provinsen Imbabura, i den norra delen av landet, 70 km norr om huvudstaden Quito. Toppen på Cotacachi är 4 944 meter över havet.
Terrängen runt Cotacachi är huvudsakligen bergig, men norrut är den kuperad. Cotacachi är den högsta punkten i trakten. Runt Cotacachi är det ganska glesbefolkat, med 40 invånare per kvadratkilometer. Närmaste större samhälle är Otavalo, 17,3 km sydost om Cotacachi. Trakten runt Cotacachi består i huvudsak av gräsmarker.